# Movin' Out (Brian's Song)
Movin' Out (Brian's Song) (Mudándose (La canción de Brian) en España y Me voy de casa (La canción de Brian) en Hispanoamérica) es el segundo episodio de la sexta temporada de la serie Padre de familia emitido el 30 de septiembre de 2007 a través de FOX. El episodio está escrito por John Viener y dirigido por Cyndi Tang.
El capítulo está dividido en dos tramas: por una parte Peter convence a Brian de que dé un paso adelante en su relación Jillian y se vayan a vivir juntos. Por otro lado Meg y Chris consiguen empleo en un establecimiento donde Chris entabla amistad con Carl, el encargado mientras deja el trabajo duro para su hermana. 
Las críticas recibidas por parte de los críticos fueron en su mayoría positivas haciendo hincapié en el argumento y la actuación "dramática" de Drew Barrymore como la voz de Jillian. Según la cuota de pantalla Nielsen, el episodio fue visto por 7,95 millones de televidentes.

## Argumento
Cuando Brian rechaza salir con Jillian para ver Disney on Ice, Peter aprovecha para ir con ella y pasar el día juntos. En el momento en el que Jillian admite que le gustaría llevar su relación con Brian a una relación más estable, por lo que Peter la convence para dejarle las cosas claras a Brian: o se compromete, o rompe con él. Después de admitir que no quiere una relación seria, Brian acepta a regañadientes mudarse con ella, sin embargo es incapaz de pagar el alquiler del apartamento y Stewie se ofrece a ayudarle económicamente en secreto, aunque termina entrometiéndose en la vida de la pareja.
Finalmente, Jillian descubre la farsa viéndose obligado Brian a admitir que nunca tuvo intención de marcharse a vivir con ella, la cual, con el corazón roto opta por abandonarle mientras Brian culpa a Stewie arruinar su noviazgo hasta que este le recrimina que toda la culpa es suya por dejarse mandar por los demás. 
Tras varios intentos fallidos por animar a su amigo, Stewie le sugiere que si de verdad la quiere, solo tiene que ir a por ella, sin embargo descubre que Jillian ha empezado una nueva vida con otro hombre, el cual resulta ser el Alcalde Adam West. Afligido, regresa con los Griffin dónde tratará de seguir adelante con su vida.
Por otro lado, Carl, el encargado del establecimiento local le ofrece a Meg un puesto de trabajo como reponedora. Encantada por su jornada laboral convence a su jefe para que contrate también a Chris con el que comparte algo en común: a los dos les encanta el cine y se pasan el episodio hablando de películas de culto mientras todo el trabajo cae en Meg. Debido a su camaradería con Carl, este decide ascenderle a un puesto superior que anteriormente le había prometido a Meg, la cual es despedida por protestar.
Después de buscar trabajo sin éxito durante un par de semanas, Lois le explica a Chris la situación de su hermana y le pide que convenza a Carl para contratarla de nuevo. Promesa que cumple cuando consigue hacerle entrar en razón a cambio de seguir hablando de películas. No obstante, Meg considera a Carl un "friki" y rechaza el trabajo además de agradecer a su hermano lo que hizo por ella.

## Producción
El episodio fue escrito por John Viener y dirigido por Cyndi Tang. El personaje de Jillian (interpretada por Drew Barrymore) fue introducida en la quinta temporada de la serie siendo este capítulo el último de la "era Jillian". David A. Goodman alabó el trabajo de Barrymore a la hora de prestarle la voz al personaje y admitió sentirse triste por ser "su último episodio". A su vez, es el único episodio en el que los títulos de crédito de cierre aparecen antes de finalizar la serie ya que según MacFarlane quería acabar con una transición triste a la antigua. El final fue más complicado: en el borrador original Jillian se iba a vivir con Quagmire hasta que decidieron que su pareja fuera el Alcalde West.
Hubo una gag eliminado en el que Quagmire violaba a Marge Simpson y los dos acaban en la casa de Los Simpson dónde este mataba a los personajes principales. Desde la cadena pensaron que la gracia era demasiado "personal" y le pidieron a MacFarlane que no la incluyera. El productor declaró que desde la "serie amarilla" se hacen continuos chistes sobre Padre de familia y que querían poner fin a la contienda, no obstante MacFarlane afirma que nunca hubo piques entre ambas series y acusó a los directivos de la FOX de "cobardía" ante James L. Brooks (productor de Los Simpson). Finalmente la cadena decidió retirar el gag de la escena debido a las quejas presentadas por Brooks y Al Jean. Finalmente la FOX exigió al equipo técnico de ambas series "dejar de meterse entre sí". Sin embargo fue incluida en la edición DVD y en Adult Swim. También se emitió en la cadena Canadá: Global Television Network.